# Begonia hispida
Begonia hispida là một loài thực vật có hoa trong họ Thu hải đường. Loài này được Schott ex A.DC. mô tả khoa học đầu tiên năm 1861.